# Annukka
Annukka ist ein weiblicher Vorname.

## Herkunft und Varianten
Der Name ist die finnische Verkleinerungsform von Anna.
Weitere finnische Varianten sind Anneli, Anni, Anniina, Annikki und Anu.

## Bekannte Namensträgerinnen
- Annukka Mallat (* 1974), finnische Biathletin
- Annukka Siltakorpi (* 1983), finnische Biathletin und Skilangläuferin